# رودريغو أستورياس
رودريغو أستورياس أمادو (30 أكتوبر 1939 – 15 يونيو 2005) هو زعيم حرب عصابات غواتيمالي وسياسي. ولد في غواتيمالا العاصمة، وهو الابن الأكبر للكاتب الحاصل على جائزة نوبل في الأدب، ميغيل أنخيل أستورياس. درس القانون في تشيلي ثم سافر بعد ذلك عبر المخروط الجنوبي. دَرَّس بعد ذلك في جامعة تشيلي والجامعة الوطنية المستقلة في المكسيك.
بعد اندلاع الحرب الأهلية، انضم إلى حزب العمال الغواتيمالي وخلال هذه الفترة، تم اعتقاله ومحاكمته وسجنه، وبعد ذلك أمضى سبع سنوات في المنفى في المكسيك. عندما عاد إلى غواتيمالا، ساعد على تشكيل منظمة الشعب المسلح. قاتل تحت اسم مستعار هو غاسبر إيلوم. عندما اجتمعت أربع حركات حرب عصابات، بما في ذلك هاتان المجموعتان، تم إنشاء الوحدة الثورية الوطنية الغواتيمالية (URNG) في عام 1982، وبرز أستورياس كواحد من القادة الأربعة للحركة.
خاض في 2003 غمار الانتخابات الرئاسية التي جرت في 9 نوفمبر 2003 كمرشح للوحدة الثورية الوطنية الغواتيمالية، وقد حصل على 2,6% من الأصوات. توفي في 2005 في منزله في غواتيمالا العاصمة بسبب نوبة قلبية.